# Ari Eldjárn
Ari Eldjárn, född 5 september 1981 i Reykjavik, är en isländsk ståuppkomiker. Han är son till författaren Þórarinn Eldjárn och meteorologen Unnur Ólafsdóttir, samt  sonson till Islands tredje president Kristján Eldjárn. 
Ari Eldjárn började sin karriär som komiker 2009, och var dessförinnan flygvärd på Icelandair. Han har till störst del uppträtt i Norden men även i Storbritannien och Australien. Han har dessutom varit med i BBCs TV-program Mock the Week.
År 2020 tecknade Ari ett avtal med Netflix för showen "Pardon my Icelandic", som hade premiär i december samma år.
Ari Eldjárn är bosatt i Reykjavik med sin sambo, Tinna Hrím, och sina två döttrar, som han har tillsammans med sin tidigare fru Linda Guðrún Karlsdóttir.